# Montoire-sur-le-Loir
 Montoire-sur-le-Loir  es una población y comuna francesa, en la región de Centro, departamento de Loir y Cher, en el distrito de Vendôme y cantón de Montoire-sur-le-Loir.

## Demografía
| 2797 | 3466 | 3932 | 4200 | 4065 | 4275 |
| Para los censos de 1962 a 1999 la población legal corresponde a la población sin duplicidades (Fuente: INSEE [Consultar]) |      |      |      |      |      |